# آرتور جئوفری واکر
آرتور جئوفری واکر (به انگلیسی: Arthur Geoffrey Walker) (زادهٔ ۱۷ ژوئیه ۱۹۰۹ در واتفورد، هرتفوردشایر انگلستان – درگذشتهٔ ۳۱ مارس ۲۰۰۱) یک ریاضیدان پیشرو بود که خدمات علمی ارزنده‌ای به فیزیک و کیهان‌شناسی فیزیکی ارائه کرده‌است.